# 訃報 1994年6月
訃報 1994年6月（ふほう 1994ねん6がつ）では、1994年（平成6年）6月中に物故した、又は物故が報じられた人物についてまとめる。

## （1日 - 15日）

マッシモ・トロイージ／6月4日没

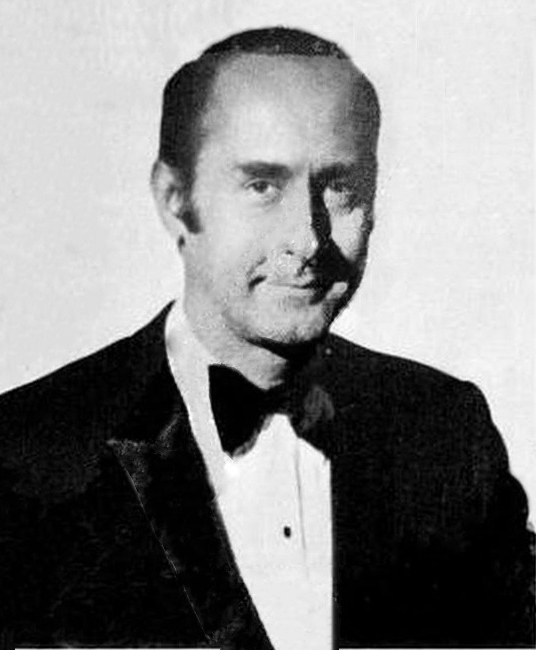
ヘンリー・マンシーニ／6月14日没

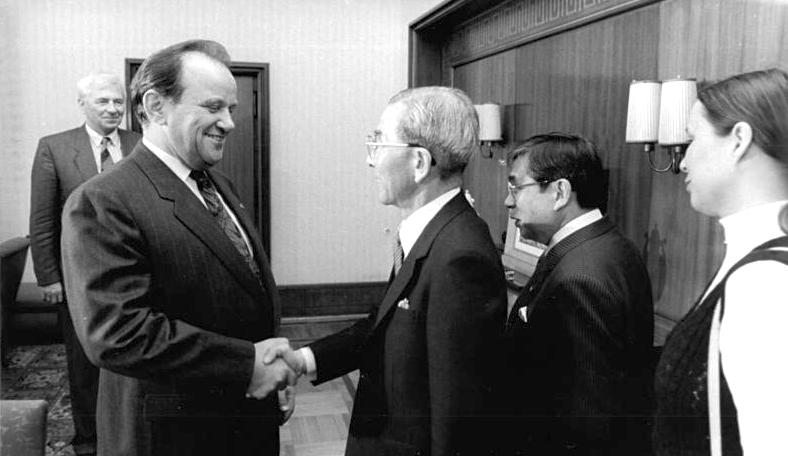
荒木武（中央）／6月15日没

- 6月1日 - 外野村晋、俳優（* 1911年）
- 6月1日 - ジャン＝ジョエル・バルビエ、ピアニスト（* 1920年）
- 6月2日 - 神保史郎、漫画原作者・小説家（* 1948年）
- 6月4日 - マッシモ・トロイージ、俳優、脚本家、映画監督 (* 1953年)
- 6月5日 - 内出好吉、映画監督 (* 1911年)
- 6月6日 - 廣瀬真弓、ラジオ福島アナウンサー（* 生年不明）
- 6月11日 - ジャック・ハンナ、映画監督 (* 1913年)
- 6月12日 - 西田稔、プロ野球選手（* 1935年）
- 6月14日 - ヘンリー・マンシーニ、作曲家 (* 1924年)
- 6月14日 - 柳川福三、プロ野球選手（* 1936年）
- 6月15日 - 荒木武、政治家・元広島市長（* 1916年）

## （16日 - 30日）
- 6月17日 - 村山リウ、評論家、源氏物語の研究家（* 1903年）
- 6月18日 - 桜田千枝子、女優（* 1939年）
- 6月19日 - 加藤一郎、ロボット工学者（* 1925年）
- 6月20日 - 立原博、俳優（* 1922年）
- 6月21日 - 岡田誠三、小説家 (* 1913年)
- 6月22日 - 石橋エータロー、料理研究家・元クレージーキャッツ (* 1927年)
- 6月22日 - 開高道子、エッセイスト (* 1952年)
- 6月23日 - 常書鴻、画家（* 1904年）
- 6月23日 - ペーター佐藤、イラストレーター（* 1945年）
- 6月25日 - 川尻泰司、人形劇団主宰者 (* 1914年)
- 6月28日 - 海部八郎、実業家・元日商岩井副社長（* 1923年）
- 6月28日 - 神吉拓郎、小説家 (* 1928年)
- 6月30日 - 八島太郎、画家・絵本作家（* 1908年）